# Джош и Сэм
«Джош и Сэм» (англ. Josh And S.A.M) — американская кинокомедия, снятая в 1993 году Билли Уэбером, который известен главным образом как постоянный монтажёр Терренса Малика.

## Сюжет
Два брата — Джош и Сэм — ездят по Америке в поисках женщины, известной под именем «Свобода». Она — воплощение фантазий старшего брата, который удачной ложью попытался отыграться на младшем. Но что, если вдруг фантазия оборачивается правдой? Поиски заставляют братьев по-другому взглянуть друг на друга.

## В ролях
- Джейкоб Тирни — Джош
- Ноа Флейс — Сэм
- Марта Плимптон — Элисон
- Стивен Тоболовски — Томас
- Джоан Аллен — Каролина
- Кристиан Клименсон — полицейский